# Garrison (Dakota Północna)
Garrison – miasto w Stanach Zjednoczonych, w stanie Dakota Północna, w hrabstwie McLean, położone w pobliżu jeziora zaporowego Sakakawea na rzece Missouri.

## Historia
Miasto Garrison zostało zbudowane w 1905 r., kiedy to została tam doprowadzona linia kolejowa. Miasto zawdzięcza swoją nazwę pobliskiemu strumieniowi Garrison Creek. Pierwszy urząd pocztowy działał tu od 1903 roku.